# Pro Roscio comoedo
La Pro Roscio comoedo ("A difesa dell'attore Roscio") è un'orazione di Marco Tullio Cicerone, pronunciata probabilmente nel 76 a.C. in difesa del famoso attore Quinto Roscio Gallo nella causa di risarcimento intentatagli da Gaio Fannio Cherea. Rientra fra quelle che l'autore stesso chiamò causae nobiles, attinenti alla sfera del diritto privato e da lui patrocinate nell'anno in cui si candidò alla questura.

## Datazione cronologica e riferimenti storici
L'orazione presenta non pochi problemi, tra cui quello della datazione e quello della difficile interpretazione dovuta alla frammentarietà del testo pervenuto.
Per quanto riguarda la datazione, è probabile che l'orazione rientri nelle opere giovanili dell'autore e che si collochi, per questo motivo, tra l'83 e il 66 a.C. Cicerone stesso in un paragrafo dell'orazione fornisce informazioni sulla sua giovane età tramite l'espressione mea adulescentia, in contrapposizione alla severissima senectus dei due senatori Tito Manilio e Gaio Luscio Ocrea:
(Pro Roscio comoedo, 44, testo latino a cura di Henri de La Ville de Mirmont, traduzione italiana di Annalaura Burlando)
Il brano lascia intendere che Cicerone non aveva ancora intrapreso il cursus honorum che cominciò per lui proprio nel 76 a.C. quando, compiuto il suo viaggio di istruzione in Grecia con il fratello Quinto Tullio Cicerone, un cugino e un amico, al suo ritorno a Roma nel 77 a.C. venne eletto questore per l'anno successivo, anno in cui si vedrà Pompeo impegnato nella guerra sertoriana in Spagna.
Ad avvalorare questa tesi, inoltre, concorrono la tecnica utilizzata, ricca di figure retoriche che rimandano allo stile del celebre oratore Quinto Ortensio Ortalo, che il giovane Cicerone imitò agli esordi della sua carriera oratoria, e l'appartenenza dell'orazione alle causae nobiles che Cicerone pronunciò nello stesso anno in difesa di uomini dalla nobile fama, alcuni dei quali erano amici dell'oratore e contribuirono alla sua notorietà. Della sua amicizia con Roscio, infatti, Cicerone non fa mai segreto all'interno del discorso, anzi sottolinea più volte l'ammirazione nei confronti dell'attore, spesso imitandone l'arte drammatica.
Infine, alla datazione dell'orazione contribuiscono due paragrafi che permettono di inquadrare il contesto storico nel quale la difesa è stata pronunciata:
(Pro Roscio comoedo, 33)
(Pro Roscio comoedo, 37)
Entrambi i passaggi si riferiscono agli anni della dittatura di Lucio Cornelio Silla. Nella prima, il riferimento al podere rimanda alla guerra sociale degli anni 91-88 a.C., quando Silla mise in atto delle proscrizioni che portarono alla confisca di vasti territori italici che verranno spartiti tra i suoi veterani, determinando un cambiamento della situazione economica. Nella seconda, se si considera l'orazione collocata nel 76 a.C., il riferimento ai quindici anni ci riporta all'evento suddetto.

## Struttura e personaggi coinvolti
L'orazione non è giunta completa, per cui risulta di difficile comprensione; se ne possiedono soltanto 56 paragrafi. Mancano l'exordium e buona parte della narratio. Il lettore si ritrova in un'argomentazione già avviata e ne deduce l'antefatto da questa. Allo stesso modo l'orazione, alla fine, s'interrompe bruscamente con una domanda a cui non viene data risposta, quindi l'esito della causa rimane ignoto.
Protagonisti dell'orazione sono Quinto Roscio Gallo e Gaio Fannio Cherea.
Quinto Roscio fu attore e uomo di grande cultura. Di origine servile, nacque a Solonio presso Lanuvio e fu, grazie alla sua fama, in contatto con gli uomini più in vista della Roma antica. Tra gli attori più famosi dell'epoca, ebbe il merito di aver introdotto nel teatro l'uso della maschera e di aver scritto un manuale di recitazione. Alla carriera da attore affiancò quella da equestre, titolo insignitogli da Silla.
Di Gaio Fannio Cherea non si possiedono notizie biografiche, a eccezione di quella sulla sua professione di attore e della descrizione denigratoria che ne fa Cicerone all'interno dell'orazione stessa.

## La vicenda
Gaio Fannio Cherea possedeva uno schiavo di nome Panurgo e, volendo trarne una fonte di guadagno, lo affidò all'ammaestramento di Quinto Roscio Gallo che ne avrebbe formato un attore; pertanto i due stipularono un contratto di società che fu poi alla base del conflitto di interessi. Da parte sua Cherea s'impegnava a versare al suo socio metà dei profitti guadagnati grazie all'attività dello schiavo.
Il successo di Panurgo non tardò ad arrivare e a ciò contribuì l'essere allievo di un così grande maestro; pertanto anche i guadagni divennero soddisfacenti. La carriera di Panurgo fu stroncata dalla sua improvvisa morte avvenuta per mano di un certo Quinto Flavio di Tarquinia.
L'omicidio dello schiavo non fu oggetto di un processo, considerata la sua condizione servile. A istituire un processo fu invece Roscio che, scelto Fannio come suo cognitor e appellandosi al damnum iniuria datum, conseguenza della Lex Aquilia de damno, chiese il risarcimento del danno subito con una somma di denaro.
Durante l'azione giudiziaria, Roscio preferì stipulare un accordo privato con Flavio che gli cedette una proprietà terriera a quel tempo, come sottolinea Cicerone, di nessun valore.
Dopo dodici anni, durante i quali il podere aveva portato i suoi frutti, Fannio Cherea rivendicò i propri diritti su questa proprietà e chiese a Roscio la parte che a suo parere gli spettava. Lo scontro avvenne al cospetto di un arbitro, Caio Pisone, che successivamente fu giudice della causa oggetto dell'orazione ciceroniana.
Dall'orazione apprendiamo che, conclusosi l'arbitraggio, la decisione finale prevedeva che Roscio consegnasse a Fannio centomila sesterzi, di cui metà subito e il resto successivamente. A Fannio, invece, spettava l'obbligo di cedere a Roscio una parte della somma che avrebbe ricevuto da un patto privato con Flavio, uccisore di Panurgo.
Tuttavia, Fannio non procedette ad alcuna azione legale e dopo tre anni citò in giudizio Roscio in un'actio certae creditae pecuniae (regolamentato dalla Lex Silia de legis actione) per la restituzione della somma di denaro che ancora gli doveva, pari a cinquantamila sesterzi, oggetto della causa difesa da Cicerone.

## Contenuto dell'orazione
Come primo aspetto della sua difesa, Cicerone insiste molto sull'onestà di Roscio, contrapponendola ripetutamente alla dubbia onestà del suo avversario che descrive, a partire dai suoi atteggiamenti e dalle sue caratteristiche fisiche, come un uomo dalla scarsa credibilità.
Roscio, dal canto suo, appare come l'emblema della moralità, possessore di caratteristiche che ne fanno un modello di etica, degno di appartenere, a detta di Cicerone, alla categoria dei senatori. 
Questo risulta essere uno dei punti chiave attorno a cui ruota la difesa dell'oratore che crede non si possa accusare di un siffatto reato un uomo come Roscio, se a questi è contrapposto un così disonesto avversario:
(Pro Roscio comoedo, 21)
Punto di forza, però, della difesa di Cicerone ai danni di Cherea e del suo avvocato Saturio, è la convinzione, da parte dell'oratore, che tra Cherea e Flavio sia intervenuto un accordo alle spalle di Roscio, da cui Cherea avrebbe ricavato centomila sesterzi, senza avere ceduto la metà della somma a Roscio, come stabilito da Caio Pisone durante l'arbitrato. Fannio passerebbe, così, da accusatore ad accusato:
(Pro Roscio comoedo, 41)
Per avvalorare questa tesi Cicerone si serve come testimone di Cluvio, giudice della fantomatica transazione privata tra Fannio e Flavio; questi, assente al momento del giudizio, avrebbe riferito l'episodio del patto tra i due a due senatori rispettabili, Tito Manilio e Gaio Luscio Ocrea, i quali, riferendo quanto ascoltato da Cluvio, costituirebbero la prova più concreta della non sussistenza del fatto; pertanto Quinto Roscio non sarebbe tenuto a cedere all'ex socio nessuna somma di denaro.
L'orazione s'interrompe bruscamente, per cui non siamo in grado di stabilire quali siano state le richieste di Cicerone e quale esito abbia avuto la causa. Certo è che l'abbondante uso di figure retoriche come metafore, antitesi, climax, anafore, l'uso ripetitivo di frasi interrogative ed esclamative, lascia trapelare la scarsa certezza di Cicerone di vincere l'azione giudiziaria.

## Edizioni
- (LA, IT) A difesa di Q. Roscio comedo, in Orazioni in volgar toscano recate ed illustrate con note a riscontro del testo latino dal p. maestro Alessandro Bandiera, vol. 1/1, Venezia, appresso Tommaso Bettinelli, 1750,  pp. 218-265.
- (LA, FR) Pour Q. Roscius le comédien, in Discours, vol. 1, texte établi et traduit par Henri de La Ville de Mirmont, Paris, Société d'édition Les Belles Lettres, 1921,  pp. 128-159bis.
- (LA, IT) Difesa dell'attore Roscio; Contro Vatinio, traduzione di Annalaura Burlando, con un saggio di Mariangela Scarsi, Milano, Garzanti, 1995, ISBN 88-11-58555-4.
- (LA, IT) Difesa dell'attore Roscio; Contro Vatinio, traduzione di Annalaura Burlando, con un saggio di Mariangela Scarsi, 2ª ed., Milano, Garzanti, 2020, ISBN 978-88-11-81604-1.